# Ejnikajt
Ejnikajt (jiddisch אייניקײַט „Einheit“, kyrillisch Эйникайт) war das offizielle Presseorgan des Jüdischen Antifaschistischen Komitees in der Sowjetunion. Vom Juni 1942 bis zum Ende des Zweiten Weltkriegs und darüber hinaus erschien die Zeitung in unregelmäßigen Abständen, bis die Publikation im November 1948 eingestellt wurde.
Ab Juni 1942 wurde die Ejnikajt zunächst in Kuibyschew im Abstand von zehn Tagen herausgebracht. Redakteur war Schachne Epstein, der Sekretär des Jüdischen Antifaschistischen Komitees. Im Juli 1943 zog die Zeitung nach Moskau und wurde zu einem Wochenmagazin. Nach dem Krieg wurde sie ab September 1945 dreimal pro Woche herausgegeben, bis ihre Publikation am 20. November 1948 auf Befehl von Josef Stalin gestoppt wurde, als er gleichzeitig sämtliche jüdischen kulturellen Einrichtungen in der Sowjetunion liquidieren ließ.
Insgesamt erschienen etwa 700 Ausgaben der Zeitschrift Ejnikajt. Ihre redaktionellen Beiträge stammten ausschließlich von jiddischen Schriftstellern der Sowjetunion. Auf dem Höhepunkt ihres Bestehens hatte die Zeitung eine Auflage von 10.000 Exemplaren.
Im Zweiten Weltkrieg widmete sich die Zeitung ausschließlich dem Krieg mit Deutschland; zahlreiche Berichte waren den Verbrechen an Juden in den von Deutschen besetzten Ländern gewidmet sowie dem jüdischen Widerstand gegen den Nationalsozialismus. Nach dem Krieg erschien Ejnikajt weiterhin, wobei die sowjetischen Zensurbestimmungen im Jahr 1948 zu einer Änderung der Richtlinien führten. In der ersten Hälfte des Jahres 1948 unterstützte die Zeitschrift im Einklang mit der offiziellen sowjetischen Politik Israel im Unabhängigkeitskrieg. Nach dem September 1948 bis zur Auflösung der Zeitschrift wurden jedoch Angriffe gegen den Zionismus veröffentlicht.